# Batman: Return of the Caped Crusaders
Batman: Return of the Caped Crusaders (englisch etwa für Batman: Rückkehr der Kreuzritter mit Umhang) ist ein Zeichentrickfilm über die Comicfigur Batman und basiert auf der nach der Titelfigur benannten Realfilm-Serie aus den 1960er Jahren.

## Handlung
Batman und Robin stellen den Joker, den Pinguin, den Riddler und Catwoman beim Versuch, ein Gerät zu stehlen, mit denen sie Dinge verdoppeln können. Allerdings schaffen es die Schurken zu entkommen. Als Batman und Robin sie in ihrem Versteck aufspüren, landen sie in einer Todesfalle – einer überdimensionalen Packung Tiefkühlware, die sich auf einen Ofen zubewegt. Catwoman gibt Batman noch eine Chance und verabreicht ihm ein Gift, das aus ihm einen Schurken machen soll, scheinbar funktioniert es jedoch nicht. Nachdem sich die beiden Superhelden befreit haben, finden sie lange Zeit weltweit keine Spur der vier Superschurken, bis ihnen klar wird, dass sie sich womöglich im All befinden, zumal kürzlich eine Rakete mit vier Astronauten gestartet ist. In ihrer Raumstation geraten ihre Feinde bei Batman’s Ankunft in einen Streit, weil der Riddler, der Pinguin und der Joker glauben, Catwoman hätte sich von ihren Gefühlen für Batman überwältigen lassen und ihm ihr Versteck verraten. Sie schießen ihre Komplizin ins All, sie wird jedoch von Batman gerettet. Es kommt erneut zum Gefecht, wobei Batman deutlich aggressiver handelt. Joker, Pinguin und Riddler landen im Gefängnis, Catwoman wird aber freigesprochen, weil sie Batman geholfen hat.
Mit der Zeit wird für Robin in seiner bürgerlichen Identität als Dick Grayson immer deutlicher, dass Catwoman’s Gift doch funktioniert hat, aber verzögert: Als Bruce Wayne wirft Batman zuerst seine Tante Harriet, die fast sein Geheimnis entdeckt hätte, und schließlich in seiner Wut darüber sogar Alfred und Dick hinaus. Dann benutzt er als Batman die beschlagnahmte Strahlenkanone, um sich zu vervielfältigen und zahlreiche Posten in der Stadt mit Batman-Doppelgängern zu besetzen, da er der Meinung ist, dass Batman alles besser kann. Robin verbündet sich notgedrungen mit Catwoman, die noch ein Gegenmittel für Batman besitzt. Sie machen sich zur Bathöhle auf und stellen Batman, der jedoch alle Angriffe von Robin kontern kann und sogar ein Gegengift gegen Catwoman’s Gegengift hat. Er sperrt sie in eine Todesfalle, in der Catwoman und Robin langsam in einen nuklearen Reaktor gefahren werden. Durch einen Zufall können sie entkommen.
Batman hat inzwischen alle Fernseher von Gotham präpariert und will live im Fernsehen in seiner Lieblingsshow auftreten. Catwoman und Robin greifen ihn und die anderen Batmen erneut an, diesmal jedoch nicht allein: sie haben jedem Superschurken der Stadt (mit Ausnahme vom Joker, dem Riddler und dem Pinguin) zur Flucht verholfen und sie für den Kampf gegen die Batmen rekrutiert. Allerdings sind Batman und seine Doppelgänger überlegen. Er beschließt, Catwoman und Robin diesmal nicht mit ausgeklügelten Todesfallen und einem kleinen Fehler, durch den sie fliehen können, zu töten, sondern sie eigenhändig umzubringen. In diesem Moment gibt ihm ein Mann eine Flasche mit einer Glückwunschkarte, angeblich ein Geschenk eines Verehrers. Als Batman sie trinkt, wird er wieder normal. Der Mann, der ihm das Gegengift gebracht hat, war der verkleidete Alfred. Er und Batman hatten einen Notfallplan: sollte Batman ihn eines Tages entlassen, konnte dies nur durch eine Art Gedankenkontrolle geschehen, worauf Alfred sich vorbereitet hatte.
Plötzlich zerfallen die Doppelgänger zu Staub. Die Wirkung des Strahls war scheinbar nur vorübergehend. Batman und Robin erfahren, dass auch der Joker, der Riddler und der Pinguin im Gefängnis zu Staub zerfallen sind. Ihnen wird klar, dass sie gar nicht die echten Schurken, sondern nur deren Doppelgänger verhaftet hatten. Ihr Plan war, dass Batman’s Ego-Trip ihn und Robin ablenkt und sie inzwischen die Museen Gotham’s plündern können.
Gemeinsam mit Catwoman nehmen Batman und Robin die Verfolgung der drei auf. Auf einem Zeppelin kommt es zum finalen Kampf, bei dem Batman und Robin den Riddler, den Pinguin, den Joker nacheinander vom Zeppelin stoßen Der Riddler fällt auf ein Polizeiauto, der Pinguin landet in einem Fischgeschäft und der Joker wird im Zirkus von einem Wagen voller Clown-Polizisten aus der Manege gebracht. Catwoman will mit ihrer Beute fliehen, Batman fängt sie jedoch ab und bittet sie, ihr Verbrecherleben aufzugeben, während Catwoman ihn als Partner zu gewinnen versucht. Schließlich lässt Catwoman die Beute zurück und springt vom Zeppelin in einen Schornstein.
Am Ende feiern Bruce Wayne und Dick Grayson eine Überraschungsparty für Tante Harriet und tun so, als ob das das Geheimnis wäre, das Harriet nicht entdecken sollte. Als erneut das Bat-Signal am Himmel erscheint, ziehen sie sich unter einem Vorwand in die Bathöhle zurück.

## Entstehung und Veröffentlichung
| Figur                     | Originalsprecher    | Deutscher Sprecher |
| ------------------------- | ------------------- | ------------------ |
| Bruce Wayne / Batman      | Adam West           | Peter Kirchberger  |
| Dick Grayson / Robin      | Burt Ward           | Boris Tessmann     |
| Catwoman                  | Julie Newmar        | Christin Marquitan |
| Joker                     | Jeff Bergman        | Bodo Wolf          |
| Ansager                   | Jeff Bergman        | Johann Fohl        |
| Pinguin                   | William Salyers     | Stefan Staudinger  |
| Riddler                   | Wally Wingert       | Wolfgang Wagner    |
| Commissioner James Gordon | Jim Ward            | Peter Reinhardt    |
| Alfred Pennyworth         | Steven Weber        | Christian Rode     |
| Chief Miles O’Hara        | Thomas Lennon       | Frank-Otto Schenk  |
| Tante Harriet Cooper      | Lynne Marie Stewart | Denise Gorzelanny  |
| Miranda Moore             | Sirena Irwin        | Carmen Katt        |

Im März 2015 gaben Adam West und Burt Ward, Darsteller von Batman und dessen Partner Robin aus der 1960er Fernsehserie Batman, dass im Jahr 2016 ein Zeichentrickfilm erscheinen wird, in dem sie zurück in ihre Rollen aus der Fernsehserie schlüpfen. Das Jahr 2016 stellt das 50. Jahr seit der Erstausstrahlung der Serie dar. Die Darsteller ließen jedoch offen, ob der Film ein Zweiteiler wird oder nicht.
Im August 2016 wurde der erste Filmtrailer durch die Onlineausgabe der Zeitschrift Entertainment Weekly veröffentlicht. Im selben Monat veröffentlichte IGN die offizielle Synopse zum Film. Neben West und Ward kehrt auch Julie Newmar in ihre Rolle als Catwoman zurück. Wie bereits in der Realverfilmung zur Serie aus dem Jahr 1966, Batman hält die Welt in Atem, werden neben Catwoman auch der Riddler, der Joker und der Pinguin gemeinsam das Antagonistenteam bilden. Die digitale Veröffentlichung wurde für den 11. Oktober 2016 angekündigt; der DVD- und Blu-ray-Release wurde für den 1. November 2016 angesetzt. Wenige Tage nach der Veröffentlichung des Trailers wurde die Premiere für den 6. Oktober 2016 auf der New York Comic Con angekündigt. Darüber hinaus kündigte Warner Bros. am 10. September 2016 eine Kinoveröffentlichung für ausgewählten Lichtspieltheater in den Vereinigten Staaten an, die am 10. Oktober 2016 den Film zeigten. Bereits am 8. und 9. Oktober wurde Batman: Return of the Caped Crusaders in diversen australischen Kinos gezeigt.
Die deutsche Fassung wurde bei der SDI Media Germany nach einem Dialogbuch und unter der Dialogregie von Andi Krösing synchronisiert für eine Heimkinopremiere am 23. Februar 2017.

## Kritik
Return of the Caped Crusaders erhielt ein gutes Presseecho. So erfasst der US-amerikanische Aggregator Rotten Tomatoes 94 % wohlwollende Besprechungen und ordnet den Film dementsprechend als „Frisch“ ein.